# Brian Cox (natuurkundige)
Brian Edward Cox (Chadderton, 3 maart 1968) is een Engelse deeltjesfysicus, lid van de Royal Society en hoogleraar aan de Universiteit van Manchester. Hij werkt mee aan het ATLAS experiment, een van de zes deeltjesdetectorexperimenten bij de Large Hadron Collider (LHC) bij CERN in Zwitserland. Cox is vooral bekend als presentator van een reeks wetenschapsprogramma's voor de BBC. Hij genoot ook enige bekendheid in de jaren 90 van de twintigste eeuw als toetsenist van de popgroep D:Ream.

## Carrière
Cox werd geboren in Chadderton, Lancashire. Hij studeerde natuurkunde aan de Universiteit van Manchester. Gedurende die tijd had hij een nummer 1-hit te pakken met Things Can Only Get Better. Cox promoveerde in 1997 op het proefschrift getiteld "Double Diffraction Dissociation at Large Momentum Transfer". Cox verschijnt vaak in wetenschappelijke programma's voor BBC radio en televisie. Hij presenteerde een vijfdelige BBC Two televisieserie getiteld Wonders of the Solar System en de daarop volgende vierdelige serie, Wonders of the Universe. Daarnaast heeft hij enkele boeken geschreven zoals Why does E=mc2? (samen met Jeff Forshaw) en The Quantum Universe, eveneens met Forshaw.
Cox was de wetenschapsadviseur voor de sciencefictionfilm Sunshine. Op de DVD-release geeft hij een audiocommentaar waarin hij wetenschappelijke nauwkeurigheden (en onnauwkeurigheden) bespreekt die in de film worden weergegeven. Hij was ook te zien in de Discovery Channel special Megaworld: Switzerland. In 2013 presenteerde hij nog een serie van Wonders of Life.
Op 14 november 2013 zond BBC Two ter ere van de 50e verjaardag van Doctor Who The Science of Doctor Who uit, waarin Cox de mysteries van tijdreizen behandelt. De lezing werd opgenomen in het Royal Institution Faraday Lecture Theatre. De BBC zond daarna Human Universe en Forces of Nature uit, ook gepresenteerd door Cox.
Cox is al lange tijd fan van de komediegroep Monty Python en verscheen in juli 2014 op het podium tijdens de laatste avond van hun 10-daagse liveshow Monty Python Live (Mostly). Hij verschijnt ook in de documentaire Monty Python: The Meaning of Live. In 2017 verscheen Cox in het kindertelevisieprogramma Postman Pat, met de stem van ruimte-expert professor Ryan Farrow.

## Persoonlijk leven
Cox is getrouwd met de Amerikaanse blogster Gia Milinovich, die net als Cox werkte bij de Large Hadron Collider bij CERN. Samen hebben ze twee kinderen.

## Televisieprogramma's
- The Big Bang Machine (2005)
- What on Earth is Wrong with Gravity (2008)
- Do You Know What Time It Is (2008)
- Can we Make a Star on Earth (2009)
- Wonders of the Solar System (2009)
- Wonders of the Universe (2011)
- Wonders of Life (2012)
- The Planets (2019)
- Universe (2021)

## Discografie[4]
- Dare - Out of the Silence (1988)
- Dare - Blood from Stone (1991)
- D:Ream - D:Ream On Volume 1 (1993)
- D:Ream - In Memory Of... (2011)